# Star Trek: Of Gods And Men
Star Trek: Of Gods and Men ist eine Star-Trek-Fan-Fiction-Produktion, in der zahlreiche Darsteller offizieller Star-Trek-Filme und -Serien mitspielen. Regie führte Tim Russ, der zuvor schon in der offiziellen Serie Star Trek: Raumschiff Voyager spielte und auch in einigen Folgen die Regie übernahm. Die zunächst als Mini-Serie in drei Teilen und später als Film veröffentlichte Produktion ist nicht Teil des offiziellen Star-Trek-Franchise, wird aber von den Rechte-Inhabern geduldet (Siehe: Rechtslage zu Star Trek Fanfiction).

## Produktion
Die Produzenten beschreiben ihr Projekt als Geschenk der Schauspieler zum 40-jährigen Star-Trek-Jubiläum an die Fans, zu einer Zeit als seit Star Trek: Nemesis (2002) keine offiziellen Filme und Serien des Franchises mehr produziert worden waren. 
Die Dreharbeiten begannen am 12. Juli 2006 und waren im Oktober 2006 beendet.
Die Dreharbeiten fanden in den Sets der Serie Star Trek: New Voyages in Port Henry, New York statt, sowie im Naturpark Vasquez Rocks, wo schon früher zahlreiche Außenaufnahmen für Star Trek stattfanden.
Das Buch stammt von den DS9-Autoren Jack Trevino und Ethan H. Calk. Douglas Knapp, der ebenfalls schon für Voyager arbeitete, ist Kameramann.

## Besetzung
Als Figuren aus der Originalserie Raumschiff Enterprise treten auf: Nichelle Nichols als Uhura, Walter Koenig als Chekov, Grace Lee Whitney als Janice Rand. Alan Ruck nimmt seine Rolle als Captain Harriman aus dem Film Star Trek: Treffen der Generationen wieder auf und Regisseur Tim Russ seine Rolle als Tuvok aus Star Trek: Raumschiff Voyager.
Weitere bekannte Star-Trek-Schauspieler treten in neuen Rollen auf, so etwa Ethan Phillips und Garrett Wang (Neelix und Harry Kim aus Star Trek: Raumschiff Voyager), J. G. Hertzler und Cirroc Lofton (Martok und Jake Sisko aus DS9); Gary Graham (Botschafter Soval aus Enterprise).

## Veröffentlichung
Seit 2006 wurde die Veröffentlichung immer wieder verschoben. Paramount war im Jahr 2006 auch an Verhandlungen mit dem Team von Star Trek: Of Gods And Men beteiligt, da es kein professionelles Projekt zu der Zeit gab. Letztendlich fand die Veröffentlichung in drei Teilen statt, zunächst Teil 1 am 22. Dezember 2007 zum freien Anschauen auf der Homepage des Projektes. Teil 2 folgte im März 2008 und Teil 3 war seit dem 15. Juni 2008 auf der offiziellen Seite aufrufbar.
Im Mai 2007 gab Tim Russ bekannt, dass die Produzenten versuchen, das Projekt auch über das offizielle Star-Trek-Franchise als Download oder auf DVD zu veröffentlichen. Die Verhandlungen mit dem Rechte-Inhaber CBS sind jedoch zu keinem Ergebnis gekommen.
Star Trek: Of Gods And Men ist seit 2013 im Verleih von Atomic Video als knapp eineinhalbstündiger Spielfilm auf Youtube abrufbar.